# خون سامی
خون سامی (سوئدی: Sameblod) نام فیلمی به کارگردانی آماندا کرنل است که در سال ۲۰۱۶ اکران شد.
این فیلم در دهه ۱۹۳۰ سوئد می‌گذرد و به دختر ۱۴ ساله‌ای می‌پردازد که یک مدرسه عشایری مربوط به سامی‌ها درس می‌خواند. او تصمیم می‌گیرد که از شهر خود فرار کرده و از میراث سامی خود دست بکشد. بخش‌هایی از داستان از مادر بزرگ کرنل الهام‌گرفته شده‌است.
فیلم در شصت و سومین جشنواره فیلم ونیز در بخش روزهای جشنواره ونیز به نمایش درآمد که در آن برنده جایزه فیلم سالن سینما اروپا و جایزه fedeora برای بهترین کارگردانی شد. این فیلم در سال ۲۰۱۷ برنده جایزه لوکس مجلس اروپا شد و نامزد جایزه سال ۲۰۱۷ جشنواره فیلم اسکاندیناوی نیز شد.